# The Heart Buster
The Heart Buster is een Amerikaanse western uit 1924 onder regie van Jack Conway.

## Verhaal
Rose Hillyer is het liefje van de cowboy Tod Walton, maar ze staat op het punt om te trouwen met Edward Gordon. Als Tod erachter komt dat Gordon een overspelige bandiet is, wil hij koste wat het kost de bruiloft tegenhouden. Uiteindelijk ontvoert hij zelfs de man, die het huwelijk moet voltrekken.

## Rolverdeling
| Acteur             | Personage     |
| ------------------ | ------------- |
| Tom Mix            | Tod Walton    |
| Esther Ralston     | Rose Hillyer  |
| Cyril Chadwick     | Edward Gordon |
| William Courtright | Vrederechter  |
| Frank Currier      | John Hillyer  |
| Tom Wilson         | George        |